# Vera Duarte
Vera Duarte Pina (2 d'octubre de 1952) és una activista pels drets humans, ministra i política del Cap Verd. Duarte va guanyar el Premi Nord-Sud l'any 1995, juntament amb el músic Peter Gabriel. El Premi–Del sud Del nord és atorgat anualment pel Consell d'Europa. És també un dels fundadors del Fòrum de Lisboa. Duarte va cofundar i presidir la Comissió Nacional per Ciutadania i Drets Humans de Cap Verd el 2003. Més recentment, Duarte va servir com a ministra d'Educació de Cap Verd.

## Obres

### Poesia
- 1993 - Amanhã amadrugada
- 2001 - O arquipélago da paixão
- 2005 - Preces e súplicas ou os cânticos da desesperança
- 2010 - Exercícios poéticos

### Narració
- 2003 - A candidata

### Assaigs
- 2007 - Construindo a utopia[2]